# ديفيد إيرفين
ديفيد إيرفين (بالإنجليزية: David Irvin)‏ هو قاضي ومحامي وسياسي أمريكي، ولد في 1794، وتوفي في 1872.